# Tudhaliya I/II
Tudhaliya I/II (... – 1380 a.C. circa) fu il primo sovrano noto del Nuovo Regno ittita dal 1420 al 1380 a.C. circa. Con lui l'espansione riprese vigore, trasformando, di lì a pochi decenni, il regno in impero.

## La numerazione dei Tudhaliya
La numerazione dei sovrani chiamati Tudhaliya è tradizionalmente problematica, e non sempre gli studiosi si sono allineati negli anni su una titolatura unica; sia perche il nome fu molto diffuso nel regno ittita, sia per la modifica, avvenuta negli anni, di alcune interpretazioni dei testi riguardanti re che portarono questo nome.
In particolare i primi due sovrani con il nome Tudhaliya, agli albori del Nuovo Regno, si presume oggi che possano essere stati uno solo, tanto che molti studiosi lo indicano oggi con l'appellativo di Tudhaliya I/II.
Sappiamo con certezza che il primo Tudhaliya precedette Šuppiluliuma I di tre generazioni (ne era cioè il bisnonno). Non sappiamo con certezza invece quanti sovrani siano intercorsi tra loro. Seguendo la numerazione oggi più diffusa (a cui fanno riferimento anche Bryce e Singer), a causa della iniziale supposta esistenza di due sovrani oggi riuniti in Tudhaliya I/II, il padre di Šuppiluliuma I è chiamato Tudhaliya III.
Dal momento che l'ultimo Tudhaliya (re nel periodo 1237-1209) è indicato con il numero IV, quando ci si riferisce al fratello maggiore di Šuppiluliuma (il cui brevissimo regno si colloca tra il terzo e il quarto Tudhaliya) si utilizza pertanto convenzionalmente l'appellativo di Tudhaliya il Giovane, peraltro utilizzato anche nei testi ittiti successivi alla sua morte.

## Sul trono per un colpo di stato
Quello che gli storici convenzionalmente identificano come nuovo regno ittita iniziò esattamente come era finito l'antico: con una ribellione legata a motivi di successione.
Il sovrano Muwatalli I, infatti, che era salito al trono eliminando in modo cruento Huzziya II, venne a sua volta ucciso da una congiura di palazzo ordita da due alti ufficiali di corte, Kantuzzili e Himuili, figli proprio di Huzziya II.
Si arrivò così allo scontro armato tra la fazione degli assassini che spingevano verso il trono Tudhaliya, ritenuto il figlio di Kantuzzili e quindi membro della famiglia reale ittita originaria, e quella capeggiata da Muwa, capo delle guardie reali (Gal Mesedi) del defunto re Muwatalli I e verosimilmente suo figlio, sostenuto anche da alleati hurriti.
Lo scontro fu rapido e si risolse a favore dei primi, con lo stesso Tudhaliya che, assieme a Kantuzzili e Himuili, guidò le proprie truppe vittoriose sul campo, e costò la vita a Muwa.
L'anno dell'ascesa al trono di Tudhaliya è incerto, ma probabilmente attorno al 1420-1410 a.C.
Una lettura diversa delle immediate conseguenze dell'episodio è stata propostaalla luce delle "Liste delle offerte D e E": in esse compare il nome di Kantuzzili con accanto quello di una regina, Walanni, già nota da una lista delle Regine Ittite, nella quale essa apre l'elenco e precede Nikkalmati, moglie di Tudhaliya I/II.
Tradizionalmente si riteneva che Walanni fosse stata la moglie di Muwatalli I, ma unicamente perché, ritenendolo il re che precedeva Tudhaliya I/II, la regina precedente la consorte di questi avrebbe dovuto essere la moglie del primo.
Il rinvenimento del nome di Kantuzzili vicino a Walanni in due liste delle offerte reali ed una domanda logica (perché Kantuzzili, erede naturale di Huzziya II, una volta ucciso l'usurpatore avrebbe dovuto lasciare il trono al figlio senza sedervisi?) hanno fatto ipotizzareche a Muwatalli I fosse seguito sul trono proprio Kantuzzili; che Walanni fosse in effetti la moglie di questi e la madre di Tudhaliya I/II; e che quest'ultimo fosse asceso al trono solo dopo un periodo di regno del padre. Al momento manca però la prova decisiva per questa teoria.

## La lega Assuwa: guerra a ovest
Comunque fosse, una volta sul trono, seguendo una consuetudine che ritornò regolarmente con i sovrani che seguirono, Tudhaliya I/II pensò di espandersi in Siria: i principati della zona e lo sbocco sul Mediterraneo costituivano obiettivi allettanti.
Tuttavia, la tendenza dei principati dell'Anatolia occidentale a costituire confederazioni militari, col rischio che ciò potesse preludere alla formazione di uno stato unitario, dovette allarmare questo sovrano al punto di fargli ritenere che nessuna azione verso la Siria avrebbe potuto essere intrapresa senza prima essersi coperto le spalle ad ovest. 
Inoltre, le Terre Basse ittite, essendo così vicine all'area di Arzawa, erano vulnerabili.
Tudhaliya I/II decise perciò di agire preventivamente, invadendo i territori dell'ovest. Le armate ittite giunsero fino alla Terra del fiume Seha, ad Arzawa Minor e a Hapalla, tutti regni dell'area Arzawa, e durante l'avanzata Tudhaliya sottomise anche una serie di altri stati minori.
L'offensiva ittita scatenò però una reazione e 22 stati dell'Ovest (tra i quali troviamo Wilusa) diedero vita a quella che gli annali del sovrano chiamano lega Assuwa, contrattaccando. Ma, con un assalto notturno, le forze ittite ebbero la meglio, sconfiggendo la lega e catturandone il condottiero Piyama-Kurunta (attorno al 1400 a.C.).
Non ci fu da parte ittita una occupazione dell'area, mancando le forze e le risorse umane. Piuttosto, vi fu un controllo indiretto. Si assistette tra l'altro per la prima volta alla pratica delle deportazioni di massa, con oltre diecimila uomini inviati a Hatti.

## La campagna siriana
Iniziarono con questo sovrano le frizioni con il regno di Mitanni, il potente stato che dominava l'alta Mesopotamia. Il sovrano Shaushtatar aveva dapprima sottomesso gli Assiri (1425 a.C. ca.) e poi respinto gli Egizi di Amenhotep II al di là dell'Eufrate.
Le prime avvisaglie si ebbero con attacchi al regno di Isuwa, alleato di Mitanni. Tudhaliya riportò una serie di vittorie che accrebbe il prestigio ittita.
La fase successiva fu un trattato di alleanza con il regno di Kizzuwatna, i cui territori, posti sulla via della Siria, erano strategici (1400 ca.). Alleato ittita fino al regno di Huzziya II, Kizzuwatna aveva stretto un'alleanza con Mitanni nel periodo delle lotte dinastiche ittite precedenti il regno di Tudhaliya I/II. Le vittorie riportate dagli Ittiti in area siriana convinsero il sovrano Sunashshura a cambiare nuovamente la potenza di riferimento, spezzando grazie a Tudhaliya il giogo hurrita che, dal cosiddetto trattato di Sunashshuraapprendiamo esser stato particolarmente duro. La rinnovata alleanza fu anche suggellata dal matrimonio di Tudhaliya con Nikkalmati. La regina ittita aveva infatti origini hurrite ed era forse proprio la figlia del sovrano di Kizzuwatna. Da questo momento fino alla fine dell'impero ittita, Kizzuwatna restò al fianco di Hattusa.
Garantitasi questa alleanza strategica, Tudhaliya attaccò Mitanni: lo scontro campale avvenne ad Aleppo (1390 ca.) e si risolse in una grande vittoria degli Ittiti che conquistarono territori al nemico, che ne uscì fortemente indebolito.  Come conseguenza Mitanni iniziò a muovere i primi passi per stringere un'alleanza con gli egiziani, anch'essi preoccupati dall'ascesa ittita.
Il regno di Tudhaliya include anche un periodo di co-reggenza con Arnuwanda I, divenuto genero del re dopo il matrimonio con Asmunikal, figlia del sovrano e di Nikkalmati.
Nonostante sia oggi accettato, grazie alla traduzione del cosiddetto "Rituale contro la stregoneria di Ziplantawiya", che avesse figli maschi propri, la coppia reale scelse come erede Arnuwanda, le cui origini ci sono ignote, adottandolo per favorirne la successione, poi agevolata anche con la coreggenza.